# 毛果杜鹃
毛果杜鹃（学名：Rhododendron seniavinii）为杜鹃花科杜鹃花属下的一个种。

## 扩展阅读
- 維基物種上的相關：毛果杜鹃